# I Look to You (chanson)
Cet article concerne la chanson. Pour l'album, voir I Look to You.
Singles de Whitney Houston
One Wish (for Christmas)
(2003) Million Dollar Bill
(2009)
Pistes de I Look to You
Call You Tonight
(3) Like I Never Left
(5)
I Look to You est une chanson de Whitney Houston écrite par R. Kelly pour l'album I Look to You (2009).

## Accueil commercial
La chanson a atteint la 70e place au Billboard Hot 100 et la 16e place du Hot R&B/Hip-Hop Songs aux États-Unis.

## Version en duo
En 2012, après la mort de Whitney Houston, une version en duo entre Whitney Houston et R. Kelly est éditée sur l'album I Will Always Love You: The Best of Whitney Houston (2012).

## Classements hebdomadaires

### Whitney Houston
| Classement (2009-2012)                  | Meilleure position |
| --------------------------------------- | ------------------ |
| Allemagne (GfK Entertainment)           | 41                 |
| Autriche (Ö3 Austria Top 40)            | 47                 |
| Belgique (Flandre Ultratip 100)         | 21                 |
| Belgique (Wallonie Ultratip 50)         | 14                 |
| Brésil (Billboard Brazil)               | 1                  |
| Canada (Hot 100)                        | 68                 |
| États-Unis (Hot 100)                    | 70                 |
| États-Unis (R&B/Hip-Hop Songs)          | 16                 |
| États-Unis (Adult Contemporary)         | 22                 |
| États-Unis (Dance Club Songs)           | 35                 |
| États-Unis (Jazz Songs)                 | 21                 |
| États-Unis (Hot Gospel Songs)           | 14                 |
| États-Unis (Top Gospel Streaming Songs) | 7                  |
| France (SNEP)                           | 124                |
| Japon (Hot 100)                         | 40                 |
| Pays-Bas (Single Top 100)               | 65                 |
| Royaume-Uni (UK Singles Chart)          | 85                 |
| Suède (Sverigetopplistan)               | 33                 |
| Suisse (Schweizer Hitparade)            | 16                 |

### Whitney Houston avec R. Kelly
| Classement (2012)              | Meilleure position |
| ------------------------------ | ------------------ |
| États-Unis (R&B/Hip-Hop Songs) | 90                 |